# Coloman Braun-Bogdan
Coloman Braun-Bogdan (Arad, 13 d'octubre de 1905 - 15 de març de 1983) fou un futbolista romanès de les dècades de 1920 i 1930.
Formà part de la selecció romanesa que participà en el Mundial de 1938, però no arribà a disputar cap partit amb l'equip nacional. Pel que fa a clubs, defensà els colors del AMEF Arad, Racing Club Calais i FC Juventus Bucureşti.
Com a entrenador, dirigí clubs com el Sportul Studenţesc, Jiul Petroşani, UTA Arad, Steaua București and Dinamo București, així com la selecció romanesa.